# Hana Gerzanicová
Hana Gerzanicová (rozená Šlaufová, 11. května 1928 Plzeň – 25. září 2023) byla česká spisovatelka, básnířka, překladatelka, pedagožka, propagátorka české kultury v Austrálii.

## Život
V letech 1934–1939 chodila do obecné školy v Plzni, od září 1939 studovala na plzeňském dívčím reálném gymnáziu, po válce pokračovala ve studiu na Filozofické fakultě Univerzity Karlovy v Praze. V roce 1949 emigrovala do Německa a odtud v roce 1951 do Austrálie. Nejdříve pracovala manuálně, v roce 1960 se stala privátní učitelkou v Power Coaching College v Sydney. Od roku 1968 vyučovala francouzštinu a němčinu na gymnáziu v Moss Vale, od poloviny 70. let působila jako zástupkyně ředitelky školy v Earlwoodu na předměstí Sydney. Od roku 1976 spolupracovala s redakcí exilového čs. rozhlasového vysílání v českém jazyce, dále pracovala v sekretariátě Čs. klubu. V roce 1982 ukončila studia teologie a lingvistiky na Catholic College of Education. Roku 1990 se vrátila do vlasti, v roce 1995 převzala rehabilitační doktorát na Filozofické fakultě Univerzity Karlovy v Praze. Od roku 1999 trvale žila a tvořila v Plzni. Byla i významnou mecenáškou umění. Byla členkou Obce spisovatelů, Střediska západočeských spisovatelů, Svazu australských spisovatelů a básníků, Mezinárodní společnosti básníků (USA) a Společnosti pro vědy a umění (USA). Za svou tvorbu byla mnohokrát oceněna.

## Ocenění
- International Poet of Merit Award (1997, 1999)
- Historická pečeť města Plzně (2004)
- Významná česká žena ve světě (2009)[4]
- Evropská medaile Franze Kafky (2010)

## Dílo
- Ve stínu eukalyptů: básně. Vyd. 1. Plzeň: Karel Veselý, 1996. 71 s.
- Nová epocha. Vyd. 1. V Plzni: K. Veselý, 1998. 74 s.
- Kam cesty vedou. Praha: Pro libris, 1999. 72 s.
- Words only. Owings Mills: Watermark Press, ©2000. 71 s.
- Otisky v mlze. Vyd. 1. V Plzni: Karel Veselý, 2002. 78 s.
- Neznámé ruce. Plzeň: Středisko západočeských spisovatelů, 2003. 20 s. Vernisáž, sv. 20.
- Thanks Australia. 1. vyd. Pilsen: F.S. Publishing, 2006. 86 s.
- Procházka se slunečnicí. [Plzeň]: F.S. Publishing, 2006. 87 s.
- Hrozny okamžiků. [Plzeň]: Hana Gerzanicová [ve] vydavatelství F.S. Publishing, 2008. 63 s.
- Poetický fotoinformel = Poetical fotoinformel. 1. vyd. V Plzni: [s.n.], 2009. [32] s.
- Pod smaragdovým křížem rytířů svatého Lazara. Vyd. 1. Plzeň: ArtKrist, 2011. 56 s.
- Crha a Strachota krajem jdou. Vyd. 1. Plzeň: ArtKrist, 2012. 131 s.
- Stát zas mezi vrátky... Vyd. 1. Plzeň: ArtKrist, 2013. 159 s.
- Vzpomínky míst. Vyd. 1. Plzeň: ArtKrist, 2015. 68 s.
- Ve jménu milosrdenství: svatý rok milosrdenství 2015-2016 = In the name of mercy: the Holy Year of Mercy 2015-2016. Vyd. 1. Plzeň: ArtKrist, 2016. [50] s.

## Antologie
- Portraits of Life (1996)
- The Best Poems of 1997